# Jorge Majfud
Jorge Majfud Albernaz (Tacuarembó, 11 de septiembre de 1969) es un novelista, ensayista y profesor universitario uruguayo-estadounidense. Actualmente es profesor en Jacksonville University y regularmente contribuye con artículos y entrevistas para distintos medios internacionales. Sus libros han sido publicados principalmente en España y en América Latina y traducidos a varios idiomas.

## Biografía
Hijo de padre carpintero y de la escultora Marlene Albernaz (1940-1984), estudió en la Escuela Nacional de Bellas Artes y en la Facultad de Arquitectura de la Universidad de la República del Uruguay, donde se graduó en 1996. Es máster en literatura y doctorado en Filosofía y Letras por la Universidad de Georgia en 2008.
Ha publicado novelas y ensayos que aparecieron en medios de prensa como Milenio Diario de México, La República de Montevideo, Panamá América, Cambio 16 de España, La Vanguardia de Barcelona, Courrier International de París, Hispanic Culture Review de Universidad George Mason, Revista de Crítica Literaria Latinoamericana del Dartmouth College, Pegaso de la Universidad de Oklahoma, Universidad Estatal de Texas, Washington University Political Review, Chasqui de la Universidad Estatal de Arizona, Hispamerica de la Universidad de Maryland, United Nations Chronicle, UNICEF, Tiempos del Mundo de Washington, Monthly Review y Political Affairs de Nueva York, The Huffington Post, Jornada de La Paz, El Nuevo Herald de Miami, Página/12 de Buenos Aires, Radio Uruguay, Radio Nacional de Argentina, Radio Exterior de España, Radio Popolare Roma, The Zero Hour, NTN 24 TV, Telesur y RT TV, entre otros medios.[cita requerida]
Es miembro del PEN Club Internacional.
Recibió el Premio de Excelencia en Investigación (Excellence in Research Award) de la Universidad de Georgia en 2006, y el Faculty Award for Excellence in Scholarship and Professional Activities. y el Primer Premio de novela publicada en 2018/2019 de Orizzonte Atlantico, Italia.
En 2012 fue elegido por la revista Foreign Policy como "El intelectual más influyente de América Latina" 
En 2024 la revista Caras y Caretas publicó que según la inteligencia artificial, Jorge Majfud se encontraba dentro de los diez uruguayos más reconocidos del mundo. 

## Obras
- 1996, Hacia qué patrias del silencio (Memorias de un desaparecido) 84-95309-12-2 Editorial: Grafitti, novela.
- 1998, Crítica de la pasión pura  Editorial: Graffiti, ensayos.
- 2001, La Reina de América  Editorial: Baile del Sol novela.
- 2004, El tiempo que me tocó vivir, ensayos, 2004.
- 2006, La narración de lo invisible / Significados ideológicos de América Latina, CEPAL, ensayos, 2006.
- 2007,  Perdona nuestros pecados,  Editorial: AG Ediciones, cuentos.
- 2009, La ciudad de la Luna  Editorial: Baile del Sol, novela.
- 2012, Cyborgs Editorial Izana, ensayos.[8]
- 2012, Crisis  Editorial: Baile del Sol, novela [9]
- 2012, El eterno retorno de Quetzalcoátl,  Editorial Académica Española
- 2014, Cuentos, audiolibro
- 2014, Cine político latinoamericano, ensayos
- 2014, Herrmenéutica, ensayos
- 2014, El pasado siempre vuelve, cuentos
- 2015, Algo salió mal, Editorial: Baile del Sol, cuentos
- 2017, El mar estaba sereno, Izana Editores, novela
- 2017, U.S.A. ¿Confía Dios en nosotros?, PUV, Universidad de Valencia, ensayos
- 2018, Neomedievalism : reflections on the Post-Enlightenment Era, PUV, Universidad de Valencia, ensayos
- 2018, Tequila,  Sudaquia Editores, novela
- 2019, El mismo fuego, Cuauhtémoc Rebelde Editores, novela
- 2020, Silicona 5.0, Editorial Baile del Sol, novela
- 2020, Perros sí, negros no, PUV, Universidad de Valencia, ensayos
- 2021, La frontera salvaje: 200 años de fanatismo anglosajón en América latina, historia
- 2021, La privatización de la verdad. La continuidad de la ideología esclavista en Estados Unidos, PUV, Universidad de Valencia, ensayos.
- 2022, Sin azúcar, (con Noam Chomsky), Illegal H, ensayos.
- 2023, El otoño de la Plutocracia estadounidense, PUV, Universidad de Valencia, ensayos.
- 2023, Teología del dinero, ensayos, 2023.
- 2023,  Moscas en la telaraña: Historia de la comercialización de la existencia―y sus medios, analisis.
- 2023, Palestina: El Vietnam de la Generación Alfa", ensayos.
- 2024, La prisión sin muros: Reflexiones sobre la crisis de las democracias liberales, ensayos.
- 2024, Bosquejo de una teoría del poder: P = d.t. Teoría.
- 2024, El fin de la Pax Americana, ensayos Universidad de Valencia 2024. [10]
- 2024, Plutocracia: Tiranosaurios del Antropoceno, ensayos.
- 2024, 1976: El exilio del terror. Historia. [11]
- 2025, La mejor democracia que el dinereo puede comprar. Essays. [12]